# Magic Land Théâtre
Pour l’article homonyme, voir MagicLand.
Résidence
Le Magic Land Théâtre est situé à Schaerbeek (Bruxelles) rue d'Hoogvorst no 8-14. Son appellation désigne à la fois le lieu théâtral et la troupe créée en 1975 par Patrick Chaboud qui en est toujours le directeur artistique.

## Histoire
À l’origine troupe itinérante de marionnettes, le Magic Land Théâtre pose ses valises en 1978 en Belgique. La compagnie a d'abord enchaîné les émissions télévisées (Lollipop, Les imbuvables et les autres apparitions de Malvira), tout en poursuivant les spectacles de rue et les animations d’événements de toute nature avec les Brigades du gag comédiens, musiciens, danseurs, magiciens, chanteurs, échassiers, cascadeurs, etc., tous spécialistes de l’improvisation et de l’humour délirant et absurde. La salle actuelle du Magic Land Théâtre, ouverte en 1994, est aménagée en café-théâtre où les comédiens jouent très près des spectateurs. Elle propose les productions de la troupe et accueille également d’autres artistes et spectacles. Le Magic Land Théâtre participe à la coordination, à la scénographie et au défilé de la Zinneke Parade. En novembre 2017, la ministre Alda Greoli décide de ne plus lui octroyer de subventions pour la période 2018-2022, nouvelle relayée en premier lieu par voie de presse. À la suite de cette perte de subsides, le Magic Land Théâtre se diversifie en proposant un Escape game dans les caves voûtées du théâtre,.

## Spectacles

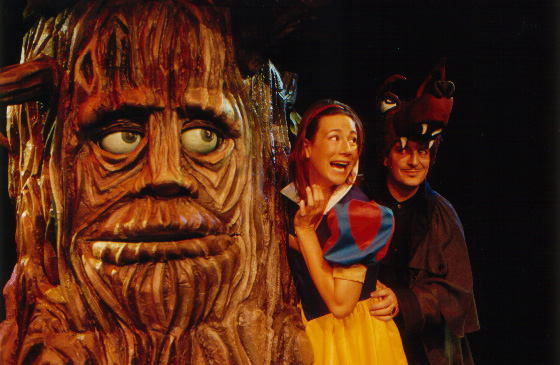
Virginie Hocq et Philippe Drecq

Théâtre de marionnettes (premiers spectacles) :
- Le Pays du soleil, La légende de la peau d'ours, Le voyage Fantastique, Simon Sirop, Le retour de Simon Sirop, Les Craddocks, La reine Claude a des pépins

Café-théâtre :
- 1982 : Le dernier ferme la porte

Théâtre de rue : 
- de 1983 à 1988 : Grandeur et Misère du cirque Albidoni, On a marché sur le Gardien, Pas d'hortensias pour le cardinal, La vie en Rose
- 2006 : Les enfants de la butte

Théâtre de salle : 
- 1987 :  L'Apocalypse n'aura pas lieu
- 1989 : Théâtrales Manœuvres
- 1990 : Légitime Démence
- 1991 : Enfin seuls
- 1994 : Boulevard du crime
- 1996 : Le mystère du château d’Hoogvorst
- 1996 : Les nuits du Magic Hall
- 1998 : Le musée des erreurs
- 1999 : Cotillons et gueule de bois
- 2001 : Le Magic Land règle ses contes
- 2005 : Star Drecq (Chou Man Show)
- 2004 : Erreur de genèse
- 2006 : Grimes et châtiments
- 2007 : Les Nuits du Magic Hall (2)
- 2007 : Les Deux petites perles
- 2008 : Les Mutinés du Fish n' Ships
- 2009 : Melopolis
- 2009 : C'est loin l'Eldorado
- 2010 : L'enjeu
- 2011 : Badgag Café
- 2012 : L'Oracle de Delphes
- 2013 : Nuit torride à l'hospice
- 2014 : 1815, La dernière Bataille
- 2014 : La surprise du chef
- 2015 : Mamy fout le Bronx
- 2015 : Spartakis
- 2016 : La fin du mois commence le deux
- 2016 : Pas d'hortensias pour Miss Grolish
- 2017 : L'Hôtel de la dernière chance
- 2017 : Transgénique, marquise des Anges
- 2018 : La coloc
- 2018 : Cabaret de Soutien au Théâtre St Michel
- 2018 : Les trois glorieuses
- 2019 : Anorexia